# Клиническое питание
Клиническое питание (нутритивная поддержка, нутриционная поддержка, искусственное питание) – это процесс обеспечения адекватного питания с помощью ряда методов, отличных от обычного приема пищи, включающих в себя парентеральное питание, энтеральное питание или их комбинацию.
Клиническое питание (искусственное питание) — введение питательных веществ в организм при невозможности приёма пищи через рот. Может быть парентеральным (обычно внутривенным, через центральные или периферические вены), зондовым (когда питательные вещества вводятся в желудок, двенадцатиперстную или тощую кишку — энтеральное питание) или же осуществляться через наложенную на участок желудочно-кишечного тракта стому. Ранее клиническое питание вводилось также в клизмах, что было признано нерациональным.

## Применение
Клиническое питание применяется после операций на желудочно-кишечном тракте, при сопровождающихся потерей сознания тяжёлых черепно-мозговых травмах, травмах лица, перитоните, панкреатите, энтероколит, анорексии, некоторых психических болезней и так далее. Может быть как полным, когда в процессе питания водятся все питательные вещества, так и неполным или вспомогательным.
Питательные смеси для энтерального питания делятся на полимерные (полноценные по составу смеси на базе натуральных высококачественных продуктов, суспензии или растворы, концентраты и растворимые порошки), мономерные диеты (белки и углеводы в гидролизованной форме) и питательные модули.
В случае необходимости, пациент должен получать клиническое питание не только в отделениях интенсивной терапии, но и в профильных отделениях.

## Статистика
Раннее применение клинического питания в критических состояниях является одной из основных составляющих интенсивного лечения больных:
- раннее применение энтерального питания в 1,5 раза уменьшает летальность в отделениях интенсивной терапии и реанимации[4];
- при применении клинического питания пациенты выходят из критического состояния в 2 раза быстрее, чем без его применения[5];
- дети, получившие нутритивную поддержку в ранние сроки от поступления, своевременно были переведены в коечные отделения в среднем на 7 ± 2,1 дня, без развития послеоперационных осложнений[6];
- при снижении массы тела у стационарного больного всего лишь на 5% продолжительность госпитализации увеличивается в 2 раза, а частота осложнений – в 3,3 раза[7].

Во многих клинических случаях, нутритивная поддержка посредством парентерального и энтерального питания является обязательным компонентом комплексной интенсивной терапии больных и необходимым условием выживания и выздоровления пациентов – как взрослых, так и детей.
Ежегодно в России проводится около 9 миллионов операций, количество больных с объемными операциями составляет примерно 20%:
- при своевременном применении энтерального питания снижается послеоперационная летальность на 8-15%;
- сроки пребывания в стационаре сокращаются в среднем на 25% (2-3 суток);
- от 15 до 30% снижается потребность в препаратах крови.

При незначительном дефиците нутриентов (белков, жиров, углеводов) включаются механизмы компенсации, которые призваны защитить жизненно важные органы путём перераспределения пластических и энергетических ресурсов:
- снижаются сердечный выброс и сократительная способность миокарда, может развиться атрофия и интерстициальный отек сердца;
- слабость и атрофия дыхательных мышц приводит к нарушению функции дыхания и прогрессирующей одышке,поражение ЖКТ проявляется атрофией слизистой оболочки и потерей ворсинок тонкой кишки, приводящих к синдрому мальабсорбции;
- снижается число и функциональная способность T-лимфоцитов, отмечаются изменения свойств B-лимфоцитов, гранулоцитов, что приводит к длительному заживлению ран;
- особенно страдает функция гипоталамо–гипофизарной системы.

Исследования НИИ питания РАМН показали, что большая часть пациентов, поступающих в стационары, имеет существенные нарушения пищевого (нутриционного) статуса:
- у 20% - истощение и недоедание;
- у 50% - нарушениями жирового обмена;
- до 90% имеют признаки гипо- и авитаминозов;
- у более чем 50% обнаруживаются изменения иммунного статуса.

Анализ, проведенный Европейской ассоциации клинического питания и метаболизма (ESPEN) констатирует трофическую недостаточность у пациентов:
- в хирургии у 27-48%;
- в терапии у 46-59%;
- в гериатрии у 26-57%;
- в ортопедии у 39-45%;
- в онкологии у 46-88%;
- в пульмонологии у 33-63%;
- в гастроэнтерологии у 46-60%;
- среди инфекционных больных в 42-59%;
- с хронической почечной недостаточностью – 31-59%.

У здорового человека потребность в энергии составляет в среднем 25-30 ккал/кг/сутки:
- при малом хирургическом вмешательстве она увеличивается до 35 ккал/кг/сутки;
- при гастроэктомии – до 40 ккал/кг/сутки;
- при политравме становится равной 50-70 ккал/кг/сутки;
- в случае тяжелого сепсиса, черепно-мозговой травмы или ожоговой может возрастать до 80 ккал/кг/сутки;
- при повышении температуры тела на 1°С потребность в энергии может увеличиваться на 13%.

## Терминология
Нутритивный статус - комплекс клинических, антропометрических и лабораторных показателей характеризующих количественное соотношение мышечной и жировой массы тела пациента.
Критическое состояние - это такая степень тяжести заболевания, которая требует интенсивной поддержки функции органов и систем более чем в течение 3 дней.